# 堂上隼人
堂上 隼人（どううえ はやと、1982年3月12日 - ）は、神奈川県横浜市神奈川区出身の元プロ野球選手（捕手）。右投右打。

## 経歴

### プロ入り前
武相高等学校では内野手。横浜商科大学でも2年生だった2001年春に三塁手でベストナイン。その後は捕手へ転向し、3年生だった2002年の春秋、4年生だった2003年秋にはベストナインに選出される。大学4年だった2003年には第32回日米大学野球選手権大会に出場。強肩強打の捕手として注目され、複数のプロ球団からプロ野球ドラフト会議の指名候補として挙げられたが、指名されることはなかった。
卒業後は社会人野球の強豪である日産自動車へ入社したが、入社2年目の2005年に退社する。

### 独立リーグ・香川時代
大学時代の監督に勧められ、2006年4月に四国アイランドリーグの香川オリーブガイナーズへ練習生として入団し、5月に選手登録された。その後はチームの中心選手として活躍し、5月の月間MVPに選ばれるなど、2006年は打率.327、11本塁打で首位打者、本塁打王の二冠を獲得。守備でも持ち味である鉄砲肩と大胆なリードでチームを牽引。総合優勝に大きく貢献しリーグ年間MVPに選ばれた。同年のプロ野球ドラフト会議では同僚の深沢和帆が読売ジャイアンツが本指名を、伊藤秀範が東京ヤクルトスワローズから育成指名を受けたが、堂上には声はかからなかった。
2007年も引き続き主力の捕手としてチームを支え、前後期と年間チャンピオンシップ、さらに独立リーグのグランドチャンピオンシップの優勝に貢献。個人タイトルこそなかったものの、打率と本塁打はリーグ2位、打点は3位という成績を残し、リーグの後期シーズンMVP及びグランドチャンピオンシップのMVPに選出された。しかしプロ野球ドラフト会議でも、事前に候補として名前が挙がりながら、指名されることはなかった。
2008年1月から1ヶ月間、オーストラリア・クイーンズランド州にあるアマチュアリーグに、チームメイトの塚本浩二とともに派遣され、サーファーズ・パラダイス・ベースボールクラブに所属。当初は2か月間の予定であったが、派遣中の堂上をメジャーリーグ (MLB) のボストン・レッドソックスのスカウトが評価し、レッドソックスが獲得の意思を示してアイランドリーグ側と交渉に入ったことから、予定を切り上げて2月に帰国。契約が成立した場合はマイナー契約でのスタートとなると報じられた。その後、3月になってチームメイトの松尾晃雅が一足先に2月7日にレッドソックスとマイナー契約を結んだことが発表され、堂上については交渉段階と伝えられた。
同年5月に、ボストン・ヘラルドにおいて「移籍に必要なビザが取得できなかったため、今シーズンの移籍はないであろう」との記事が掲載された。最終的に2008年のシーズンも香川でプレーすることとなり、前期と年間の優勝に貢献した。
同年10月30日のプロ野球ドラフト会議において、福岡ソフトバンクホークスから育成選手枠で指名された。背番号は126。

### ソフトバンク時代
2009年シーズン開幕前の3月30日付で支配下登録された。背番号は42。7月23日に行われたフレッシュオールスターゲームではウエスタン・リーグ選抜に選出された。
2010年3月22日の北海道日本ハムファイターズ戦で一軍公式戦に初出場した。同シーズンは、スタメン出場2試合を含む7試合に出場し、初安打も記録した。
2011年1月にアレックス・カブレラの入団により、背番号が42から35に変更された。
2012年8月24日に球団は堂上との契約を解除したことを発表し、8月27日付で自由契約選手公示された。

### 事件
2012年8月19日、福岡県の糟屋郡内で、面識のない20歳女性の帰宅時を狙って「顔を見るな」と脅して猥褻な行為をしたとして同月23日に強制わいせつの疑いで逮捕された。8月24日に球団は堂上との契約を解除したことを発表し、8月27日付で自由契約選手公示された。さらに9月12日には、7月23日に古賀市で17歳女性に「殴るぞ」と脅して駐車場で猥褻行為をしたとして強制わいせつの疑いで再逮捕され、10月9日には7月30日に福岡市東区で帰宅中の19歳女子短大生に「顔を見るな」と脅し、駐車場で猥褻行為をしたとして3度目の逮捕となっている。
10月4日、福岡地方検察庁は3件のうち7月23日の容疑について起訴し、他の2件は被害者との示談が成立して不起訴処分となった。11月10日の初公判で堂上は起訴内容を認め、「人として本当に間違ったことをした」と謝罪した。犯行の動機については、被告人質問で一軍での出場が少なく不安に駆られたことやコーチとの人間関係に悩んでいた背景を答えたが、原因については「今もわからないです」と述べた。また、弁護人からの被告人質問では「二度と人の道に外れたような事件を絶対に起こしません」と述べた。2013年1月11日、福岡地方裁判所の論告求刑公判において、検察は懲役2年6月を求刑した。1月25日、懲役2年の実刑判決が下った。堂上側は控訴したが、同年4月24日に控訴が棄却された。
これらの逮捕の報道に際して、堂上が過去にも性犯罪を犯して有罪判決を受けていたことが明らかとなった。ソフトバンク入団前の2008年1月、オーストラリアのアマチュアリーグへ参加した際、メジャーのボストン・レッドソックスのスカウトの目にとまり、入団交渉まで行ったが、レッドソックスに入団できなかったのもこれによりビザが下りなかったのが原因とされた。ソフトバンクは、日産自動車所属時の性犯罪歴を認識していたものの、更正したと判断してドラフト指名したことを認めた。

## 詳細情報

### 年度別打撃成績
| 年 度     | 球 団        | 試 合 | 打 席 | 打 数 | 得 点 | 安 打 | 二 塁 打 | 三 塁 打 | 本 塁 打 | 塁 打 | 打 点 | 盗 塁 | 盗 塁 死 | 犠 打 | 犠 飛 | 四 球 | 敬 遠 | 死 球 | 三 振 | 併 殺 打 | 打 率 | 出 塁 率 | 長 打 率 | O P S |
| --------- | ------------ | ----- | ----- | ----- | ----- | ----- | -------- | -------- | -------- | ----- | ----- | ----- | -------- | ----- | ----- | ----- | ----- | ----- | ----- | -------- | ----- | -------- | -------- | ----- |
| 2010      | ソフトバンク | 7     | 8     | 7     | 0     | 2     | 0        | 0        | 0        | 2     | 0     | 0     | 0        | 1     | 0     | 0     | 0     | 0     | 2     | 1        | .286  | .286     | .286     | .571  |
| 2011      | ソフトバンク | 1     | 1     | 1     | 1     | 0     | 0        | 0        | 0        | 0     | 0     | 0     | 0        | 0     | 0     | 0     | 0     | 0     | 0     | 0        | .000  | .000     | .000     | .000  |
| 通算：2年 | 通算：2年    | 8     | 9     | 8     | 1     | 2     | 0        | 0        | 0        | 2     | 0     | 0     | 0        | 1     | 0     | 0     | 0     | 0     | 2     | 1        | .250  | .250     | .250     | .500  |

### 年度別守備成績
| 年 度 | 捕手  | 捕手  | 捕手  | 捕手  | 捕手  | 捕手     | 捕手  | 捕手     | 捕手     | 捕手     | 捕手     |
| 年 度 | 試 合 | 刺 殺 | 補 殺 | 失 策 | 併 殺 | 守 備 率 | 捕 逸 | 企 図 数 | 許 盗 塁 | 盗 塁 刺 | 阻 止 率 |
| ----- | ----- | ----- | ----- | ----- | ----- | -------- | ----- | -------- | -------- | -------- | -------- |
| 2010  | 4     | 13    | 4     | 0     | 0     | 1.000    | 1     | 6        | 3        | 3        | .500     |
| 通算  | 4     | 13    | 4     | 0     | 0     | 1.000    | 1     | 6        | 3        | 3        | .500     |

### 記録
NPB
- 初出場：2010年3月22日、対北海道日本ハムファイターズ3回戦（札幌ドーム）、7回裏に田上秀則に代わり捕手で出場
- 初打席：2010年6月5日、対広島東洋カープ4回戦（MAZDA Zoom-Zoom スタジアム広島）、9回表に和田毅の代打で出場、永川勝浩から右飛
- 初先発出場：2010年6月22日、対北海道日本ハムファイターズ7回戦（福岡Yahoo! JAPANドーム）、9番・捕手で先発出場
- 初安打：同上、6回裏に武田勝から中前安打

### 独立リーグでの打撃成績
| 年 度     | 球 団     | 試 合 | 打 数 | 得 点 | 安 打 | 本 塁 打 | 打 点 | 盗 塁 | 犠 打 | 犠 飛 | 四 球 | 死 球 | 三 振 | 打 率 |
| --------- | --------- | ----- | ----- | ----- | ----- | -------- | ----- | ----- | ----- | ----- | ----- | ----- | ----- | ----- |
| 2006      | 香川      | 73    | 245   | 47    | 80    | 11       | 45    | 6     | 6     | 4     | 47    | 5     | 27    | .327  |
| 2007      | 香川      | 89    | 298   | 48    | 96    | 7        | 50    | 10    | 3     | 9     | 54    | 4     | 24    | .322  |
| 2008      | 香川      | 78    | 262   | 53    | 76    | 5        | 44    | 5     | 3     | 4     | 51    | 8     | 28    | .290  |
| 通算：3年 | 通算：3年 | 240   | 805   | 148   | 252   | 23       | 139   | 21    | 12    | 17    | 152   | 17    | 79    | .313  |

- 各年度の太字はリーグ最高

### 独立リーグでのタイトル・表彰
タイトル
- 首位打者：1回 （2006年）
- 最多本塁打：1回 （2006年）

表彰
- 年間MVP：1回 （2006年）
- 後期MVP：2回 （2006年、2007年）
- ベストナイン：3回 （捕手部門：2006年 - 2008年）

### 背番号
- 27 （2006年 - 2008年）
- 126 （2009年 - 同年途中）
- 42 （2009年途中 - 2010年）
- 35 （2011年 - 2012年途中）